# Australoconops camrasi
Australoconops camrasi är en tvåvingeart som beskrevs av Schneider 2010. Australoconops camrasi ingår i släktet Australoconops och familjen stekelflugor. Inga underarter finns listade i Catalogue of Life.